# Comparaison de topologies
En mathématiques, l'ensemble de toutes les topologies possibles sur un ensemble donné possède une structure d'ensemble partiellement ordonné. Cette relation d'ordre permet de comparer les différentes topologies.

## Définition
Soient τ1 et τ2 deux topologies sur un ensemble X.
On dit que τ2 est plus fine que τ1 (ou bien que τ1 est moins fine que τ2) et on note τ1 ⊆ τ2 si l'application identité idX : (X, τ2) → (X, τ1) est continue.
Si de plus τ1 ≠ τ2, on dit que τ2 est strictement plus fine que τ1 (ou bien que τ1 est strictement moins fine que τ2).
La relation binaire ⊆ définit une relation d'ordre partiel sur l'ensemble de toutes les topologies possibles sur X.

## Exemples
La topologie la plus fine sur X est la topologie discrète ; dans cette topologie, tous les sous-ensembles sont ouverts. La topologie la plus faible sur X est la topologie grossière ; cette topologie admet uniquement l'ensemble vide et l'ensemble tout entier comme ouverts.
Dans les espaces de fonctions et les espaces de mesures, il existe un grand nombre de topologies possibles. Par exemple, l'espace des fonctions continues définies sur l'intervalle unité [0, 1] peut être doté de la topologie de la convergence simple ou de topologie de la convergence uniforme : la seconde est plus fine que la première.

## Propriétés
Soient τ1 et τ2 deux topologies sur un ensemble X. Les propositions suivantes sont équivalentes :
- τ1 ⊆ τ2 ;
- l'application identité idX : (X, τ2) → (X, τ1) est continue ;
- l'application identité idX : (X, τ1) → (X, τ2) est une application ouverte (ou, de manière équivalente, une application fermée) ;
- pour tout x ∈ X, tout voisinage de x pour τ1 est un voisinage de x pour τ2 ;
- pour toute partie A de X, l'adhérence de A pour τ2 est contenue dans l'adhérence de A pour τ1 ;
- toute partie de X fermée pour τ1 est fermée pour τ2 ;
- toute partie de X ouverte pour τ1 est ouverte pour τ2.

On a deux corollaires immédiats :
- Une application continue f : X → Y reste continue si on remplace la topologie sur Y par une topologie plus faible ou si on remplace la topologie sur X par une topologie plus fine ;
- Une application ouverte (resp. fermée) f : X → Y reste ouverte (resp. fermée) si on remplace la topologie sur Y par une topologie plus fine ou si on remplace la topologie sur X par une topologie plus faible.

On peut également comparer des topologies en utilisant des bases de voisinages. Soient τ1 et τ2 deux topologies sur un ensemble X et soient Bi(x) une base locale de voisinages pour la topologie τi en x ∈ X pour i = 1,2. Alors τ1 ⊆ τ2 si et seulement si pour tout x ∈ X, chaque ouvert U1 dans B1(x) contient un ouvert U2 dans B2(x). Intuitivement, cela signifie qu'une topologie plus fine doit avoir de plus « petits » voisinages.

## Treillis des topologies
L'ensemble de toutes les topologies sur un ensemble X muni de la relation d'ordre partiel ⊆ forme un treillis complet. Toute collection de topologies sur X possède une borne inférieure et une borne supérieure. La borne inférieure d'une collection de topologies est l'intersection de ces topologies. La borne supérieure, cependant, n'est généralement pas l'union de ces topologies (l'union de deux topologies n'est pas une topologie) mais la topologie engendrée par l'union.